# Toronto Blueshirts

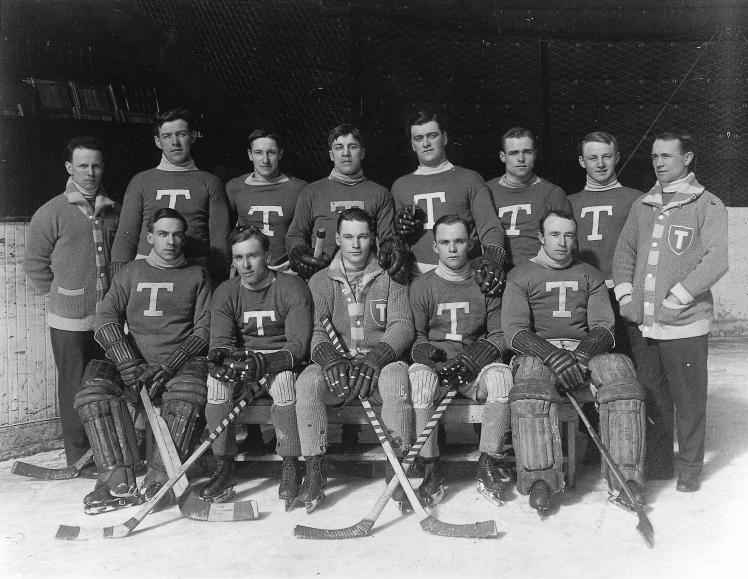
La squadra dei Toronto, vincitrice della Stanley Cup negli anni 1913 e 1914

Il Toronto Hockey Club, noto come Torontos o Toronto Blueshirts, fu una squadra di hockey su ghiaccio professionista con sede a Toronto, Ontario, Canada, e membro della National Hockey Association (NHA). Il club è stato fondato nel 1911 e ha iniziato ad operare nel 1912. Ha vinto la sua unica Stanley Cup nel 1914.
Il club divenne il centro di una controversia riguardante i proprietari della NHA che portò alla sospensione delle operazioni della stessa NHA e alla successiva formazione della National Hockey League (NHL) da parte dei proprietari della precedente lega. I Blueshirts furono sostituiti, nella NHL, dal nuovo club Toronto Hockey, nel 1917, sotto la proprietà della Toronto Arena Company, ex padrone di casa e stadio dei Blueshirts. I giocatori dei Toronto Blue Shirts furono ceduti temporaneamente alla proprietà dell'Arena e giocarono nella NHL nella stagione 1917–18 indossando la maglia dei Toronto Hockey e vincendo la Stanley Cup. Alla Toronto Arena Company fu quindi concesso un franchising permanente per la stagione 1918-19 ed il club si è successivamente evoluto negli attuali Toronto Maple Leafs.

## Dalla fondazione alla Stanley Cup
La NHA è stata fondata nel 1909 e inizialmente non vi partecipava nessun club con sede a Toronto. Il fondatore della National Hockey Association (NHA) Ambrose O'Brien gestiva quattro franchigie nella NHA: i Cobalt Silver Kings, gli Haileybury Comets, i Les Canadiens e i Renfrew Creamery Kings. Nel 1910, O'Brien sospese i club Cobalt, Haileybury e Canadiens e vendette una franchigia per formare i Montreal Canadiens, che presero i giocatori dei Les Canadiens. Nel 1911, O'Brien infine decise di lasciare del tutto l'hockey su ghiaccio professionale. Alcuni interessati del Quebec acquistarono una franchigia, mentre le ultime due furono vendute ad altri interessati che avevano in programma di trasferire le squadre a Toronto. Toronto, che fino a quel momento non aveva avuto un'arena con ghiaccio artificiale abbastanza grande per ospitare una squadra della NHA, vide iniziare nel 1911 i lavori per la costruzione degli Arena Gardens. L'arena era di proprietà della Toronto Arena Company, compagnia fondata il 19 settembre 1911 sotto la presidenza di Sir Henry Pellatt, Lol Solman come amministratore delegato e i direttori Aemilius Jarvis, Joseph Kilgour, T.W. Corno, R.A. Smith e il colonnello Carlson. W.J. Bellingham è stato il primo manager.
La franchigia divenuta poi il Toronto Hockey Club era stata acquistata da Frank Robinson, Percy Quinn e altri investitori per circa $ 2.000. Quinn era presidente della Dominion Lacrosse Association, una lega di lacrosse professionale canadese che si era modellata sulla NHA. La seconda franchigia di Toronto era stata assegnata a un gruppo affiliato al Tecumsehs Lacrosse Club di Toronto. Il Tecumsehs acquistò una franchigia da O'Brien, pagando 500 dollari canadesi in contanti e cambiali per altri 2.000 dollari. Secondo Coleman, la franchigia per i Torontos era quella usata dai Les Canadiens. Altri libri riportano la vendita della franchigia dei Canadiens da parte di O'Brien a George Kennedy, lasciando irrisolto il dubbio su quale franchigia sia stata venduta a Frank Robinson. In ogni caso, la squadra di Toronto è stata costruita da zero e non includeva giocatori di Les Canadiens, che come abbiamo visto finirono a giocare nei Montreal Canadiens. Il primo allenatore fu Bruce Ridpath, nativo di Toronto ed ex giocatore degli Ottawa Senators, inizialmente intenzionato a diventare un allenatore-giocante (player-coach, figura professionista presente in diverse discipline sportive americane. Tipica delle società sportive novizie di circuiti professionisti con condizioni economiche inizialmente ristrette) non fu poi più in grado di giocare a causa di un infortunio subito dopo essere stato investito da un'automobile, l'anno precedente alla prima stagione.
Il programma per la stagione 1911–12 fu stilato con due squadre di Toronto. Poiché l'Arena non era terminata, non erano previste partite a Toronto fino alla fine di gennaio, quando la nuova arena sarebbe dovuta essere pronta. Divenne presto chiaro però che la costruzione dell'Arena Gardens non sarebbe stata completata in tempo, e a metà dicembre fu annunciato che le due squadre di Toronto erano state eliminate dal programma e che la lega avrebbe giocato con solo quattro squadre, in quella stagione.
Il programma della stagione 1911-1912 fu redatto con due squadre di Toronto. Poiché l'Arena delle due squadre fu terminata solo a fine gennaio 1912, parte di quella stagione non fu giocata in essa. Visto che la costruzione dell'Arena Gardens non si completò in tempo, a metà dicembre fu annunciata l’eliminazione dalla lega delle due squadre di Toronto, con il proseguimento della stagione con sole 4 squadre.
I Torontos giocarono la loro prima partita il 25 dicembre 1912 davanti a 4.000 spettatori dell'Arena Gardens. Il Toronto Hockey Club era di proprietà di Quinn, gestito da Ridpath, e inizialmente allenato da Tom Humphrey, anche se presto venne sostituito da Jack Marshall, giocatore ed allenatore. La squadra che Ridpath gestì, includeva Cully Wilson e i futuri campioni Hap Holmes, Harry Cameron, Frank Foyston e Frank Nighbor. I Torontos conclusero l'anno in parità per il terzo posto.
Prima della stagione 1913-1914, il club dovette affrontare alcuni sconvolgimenti. Ridpath si dimise da manager nell'ottobre 1913 e fu sostituito da Marshall. Ridpath provò ad intraprendere la carriera da giocatore, ma rinunciò ancor prima dell'inizio della nuova stagione. Nonostante i cambiamenti, i Torontos vinsero la Stanley Cup nel 1914, sconfiggendo i Montreal Canadiens in uno spareggio per decretare il campione NHA.
Dopo la stagione, la squadra ha poi giocato una serie di partite contro i Victoria Aristocrats della Pacific Coast Hockey League. Ci fu una polemica quando arrivò una lettera dagli amministratori della Stanley Cup il 17 marzo, secondo i quali non avrebbero lasciato che la Stanley Cup viaggiasse verso ovest, poiché non consideravano la squadra dei Victoria un vero sfidante, dato che non notificò formalmente gli amministratori della competizione. Tuttavia, il 18 marzo, il fiduciario William Foran dichiarò che si trattò di un malinteso. Il presidente della PCHA Frank Patrick non presentò una sfida, perché si aspettava che Emmett Quinn della NHA prendesse tutti gli accordi nel suo ruolo di commissario per l'hockey, mentre i fiduciari pensavano di essere stati deliberatamente ignorati. In ogni caso, risolti gli equivoci, la sfida dei Victoria fu accettata. I Torontos sconfissero i Victoria al meglio di cinque con sole 3 partite giocate.

## L'era Livingstone
Quinn lasciò la squadra dopo la vittoria della Stanley Cup per tornare al proprio lavoro e la sua decisione provocò delle conseguenze. Infatti, nella stagione successiva, la squadra scese al quarto posto nella NHA a sei squadre, chiudendo con 8 vittorie e 12 sconfitte (in calo rispetto a 13 vittorie e 7 sconfitte).
Prima della stagione 1915-1916, si verificarono diversi eventi che cambiarono soprattutto la NHA e i Blueshirts. Robinson si arruolò nell'esercito canadese nel 1915 e mise in vendita i Blueshirts. Lui ricevette due offerte per il club; una dai fratelli McNamara e una da Eddie Livingstone, proprietario dei Toronto Shamrocks. Livingstone era originario di Toronto e offrì di più, e Robinson accettò la sua offerta. Allo stesso tempo, la Pacific Coast Hockey Association, sconvolta dagli sforzi della NHA per riportare Cyclone Taylor a est, ruppe tutti i legami con la NHA e condusse un raid di giocatori. La PCHA ha creato una nuova squadra a Seattle e l'ha rifornita con i due migliori marcatori dei Torontos, Wilson e Foyston, il loro portiere, Hap Holmes e altri due membri chiave della squadra di Toronto, Jack Walker e Eddie Carpenter. Gli unici giocatori titolari dei Blueshirts rimasti a Toronto furono Cameron e Roy McGiffin. Livingstone annunciò di voler vendere i Shamrocks. Dopo che la polvere si calmò, i Patricks rifornirono la loro nuova squadra, conducendo un raid sulla NHA, Robinson è stato in grado di vendere la sua squadra e Livingstone ha avuto il mercato di Toronto per sé. Nonostante il raid, Livingstone non si vendicò contro la PCHA e non lo fece mai. Secondo gli autori Morey Holzman e Joseph Nieforth, questo suggeriva fortemente che fosse stato fatto un accordo tra Livingstone, Robinson e i Patricks. Per recuperare i giocatori persi nel raid, Livingstone ha trasferito i giocatori di Shamrocks ai Blueshirts e ha permesso al franchising di Shamrock di andare in letargo. I Torontos, composti principalmente da ex giocatori dello Shamrock, pattinarono a un record di 9 vittorie, 14 sconfitte e 1 pareggio nella stagione NHA 1915–16, finendo all'ultimo posto nel campionato a cinque squadre.
Livingstone era spesso in disaccordo con i suoi compagni proprietari, in particolare Sam Lichtenhein dei Montreal Wanderers. Gli animi si infuocarono quando l'NHA aggiunse una seconda squadra di Toronto nel 1916–17, che rappresentava il duecentoventottesimo battaglione dell'esercito canadese. Quest’ultimo è stato costretto a ritirare la sua squadra a metà stagione quando l'unità è stata chiamata all'estero. Questo ha lasciato la NHA con un numero dispari di squadre. Il 12 febbraio, i proprietari delle squadre, in una riunione che non includeva Livingstone, decisero di pareggiare il numero delle squadre sospendendo le operazioni dei Torontos per il resto della stagione. Tutti i giocatori sono stati dati ad altre squadre NHA per il resto della stagione. All'epoca, il piano era quello di riportare i giocatori nella franchigia di Toronto, ma gli altri proprietari volevano che Livingstone uscisse. Alla fine della stagione, Toronto è stata reintegrata, con la condizione che Livingstone cedesse il club entro 60 giorni. Tuttavia, Livingstone ottenne un'ingiunzione del tribunale per impedire la vendita.

## 1917-1919: L’era dell'Arena
Il 22 novembre, i proprietari della NHA annunciarono che la lega avrebbe sospeso le operazioni per la stagione 1917-1918. Circa due settimane dopo, tutti i proprietari tranne Livingstone, annunciarono la creazione di una nuova Lega, la National Hockey League. Tuttavia, non invitarono Livingstone a unirsi a loro, lasciandolo di fatto in un campionato a una squadra. I proprietari della NHA utilizzarono questa mossa per aggirare la costituzione della NHA, che impediva loro di espellere i Blueshirts.
Nonostante si fossero sbarazzati di Livingstone, le altre squadre desideravano mantenere una squadra a Toronto. Avevano anche bisogno di una quarta squadra per bilanciare il programma a causa della decisione dei Quebec Bulldogs di saltare la stagione. Di conseguenza, al proprietario di Livingstone, la Toronto Arena Company, è stata assegnata una franchigia temporanea di Toronto nella NHL e ha noleggiato i giocatori di Torontos di Livingstone per la stagione inaugurale della NHL 1917–18. All'epoca, Frank Calder, il presidente della NHL, chiedeva che Arena Company e Livingstone raggiungessero un accordo per trasferire la franchigia. Ai tifosi di Toronto sembrò che qualcosa sul ghiaccio era un po’ cambiato. Anche se non avevano ancora un nome ufficiale, erano composti principalmente da ex “Magliette Blu”. Di conseguenza i giornali continuarono a chiamarli “Blueshirts” o “I Torontos”, come avevano sempre fatto. Inoltre, la squadra indossava una divisa bianca con una “T” blu, esattamente come le “Blueshirts” nella stagione precedente. Guidata dal manager generale Charlie Querrie e allenata dal coach Dick Carroll, la squadra vinse la Stanley Cup nel 1918. In quell’anno non fu inciso nessun nome sul trofeo. Tuttavia, nel 1947, la NHL aggiunse il nome dei Toronto Arenas per la vittoria nel 1918.
L’arena company aveva, originariamente, promesso che se il trasferimento non poteva essere fatto, i giocatori del Toronto sarebbero ritornati a Livingstone. Invece, prima della stagione 1918-19, si formò una nuova squadra, i Toronto Arena Hockey Club. Questa nuova franchigia è stata separata dall'Arena Company perché era dovuta ai soldi di Livingstone dai giocatori e dalle entrate della Stanley Cup (fissate in seguito dal tribunale a $ 20.000). Inoltre, potrebbe esistere separatamente da qualsiasi azione legale intentata da Livingstone. Sulla carta la squadra era di proprietà del segretario-tesoriere della Arena Company Hubert Vearncombe e Querrie, con Vearncombe come presidente della squadra.  La NHL ha immediatamente ammesso questa nuova squadra come membro in regola. Querrie è rimasto come manager generale. Tuttavia, la squadra ha fatto solo 5 vittorie, ed è stato obbligata a smettere a febbraio, Livingstone è stato incolpato per interferenza.
Nel 1919, i proprietari della NHA avevano stabilito che non ci sarebbe stato un ritorno della NHA. Tuttavia, la disputa con Livingstone portò l’arena company al fallimento. Gli Arenas furono venduti a un gruppo guidato da Querrie, che li ribattezzò i Toronto St. Patricks. Questa squadra divenne Toronto Maple Leafs a metà della stagione 1926-27. La NHA/NHL dichiarò che la quota di franchigia di $5000 dai St. Patricks nel 1919 erano per comprare la squadra di hockey di Livigstone. A detta di tutti, però, i soldi sono finiti nelle tasche di Calder.
Nonostante i legami con i Torontos, i Maple Leafs non rivendicano la storia dei Blueshirts come propria (a differenza dei Canadiens, l'altra franchigia NHL con radici NHA). Tuttavia, rivendicano la storia della franchigia "temporanea" di Toronto NHL del 1917-18.

### Giocatori delle stagioni 1916–17 e 1917–18
Questi giocatori erano di proprietà del Toronto Hockey Club nel 1916–17 e tornarono a giocare per i Torontos del 1917–18.
- Arthur Brooks
- Harry Cameron – ha giocato 228 partite (NHA e NHL)
- Jack Coughlin
- Corb Denneny
- Reg Noble
- Ken Randall
- Alf Skinner

### Giocatori rilevanti
I seguenti ex Toronto sono stati inseriti nella Hockey Hall of Fame:
- Harry Cameron
- Cy Denneny
- Scotty Davidson
- Frank Foyston
- Hap Holmes
- Duke Keats
- Jack Marshall
- Frank Nighbor
- Reg Noble
- Jack Walker

### Allenatori
- Bruce Ridpath (1912–13)
- Jack Marshall (1913–15)
- Eddie Livingstone (1915–17)
- Tom Humphrey

### Può interessare anche
- List of Stanley Cup champions
- Toronto Arenas (1918–19)
- Toronto St. Patricks (1919–27)
- Toronto Maple Leafs (1927–present)